# USB開發者論壇
USB開發者論壇（英語：USB Implementers Forum），是一個推廣與支援通用序列匯流排的非營利組織。主要的業務即是推廣與行銷USB、無線USB、USB OTG與其相關規格標準的維護，同時也制訂施行相容性計劃。
USB開發者論壇是由一群開發USB的公司於1995年所建立。USB開發者論壇創始會員有康柏、DEC、IBM、英特爾、微軟、NEC、北電網路。目前著名會員包含有惠普、NEC(日本電氣)、微軟、蘋果公司、英特爾與傑爾系統。
在USB-IF中的工作委員會有：
- 裝置元件工作小組
- 相容性委員會
- 市場行銷委員會
- OTG工作小組

USB-IF網站提供開發人員能夠自由的登入開發人員論壇網頁及存取文件，然而必須先成為註冊會員或會員公司員工才能參與工作小組。
開發者論壇涵蓋了USB軟硬體的開發工作並且不是一個終端使用者的論壇。

## 取得廠商識別碼（Vendor ID）
廠商識別碼（Vendor ID）是廠商開發USB產品的必要識別碼。USB-IF負責分發廠商識別碼給產品製造商。儘管USB-IF是一個非營利性組織，最低並簡單的發出識別碼費用還是要美金5000元。此外，若是USB裝置製造商想使用USB標誌，此費用將轉為2年的授權費用。有些微控制器製造商會提供免費或是低價的再授權費用來給想要使用它們廠商識別碼的客戶，來達成開發、測試及限量生產（通常小於10,000個單位）的目的。提供這種服務的廠商有：
- Dream S.A.S.[2]
- Energy Micro（英语：Energy Micro）[3]
- FTDI[4]
- Luminary Micro[5]
- Microchip[6]
- NXP [7]
- Silicon Labs（英语：Silicon Labs）[8]
- STMicroelectronics[9]
- Texas Instruments[10]

## 外部連結
- 官方网站